# Bylica

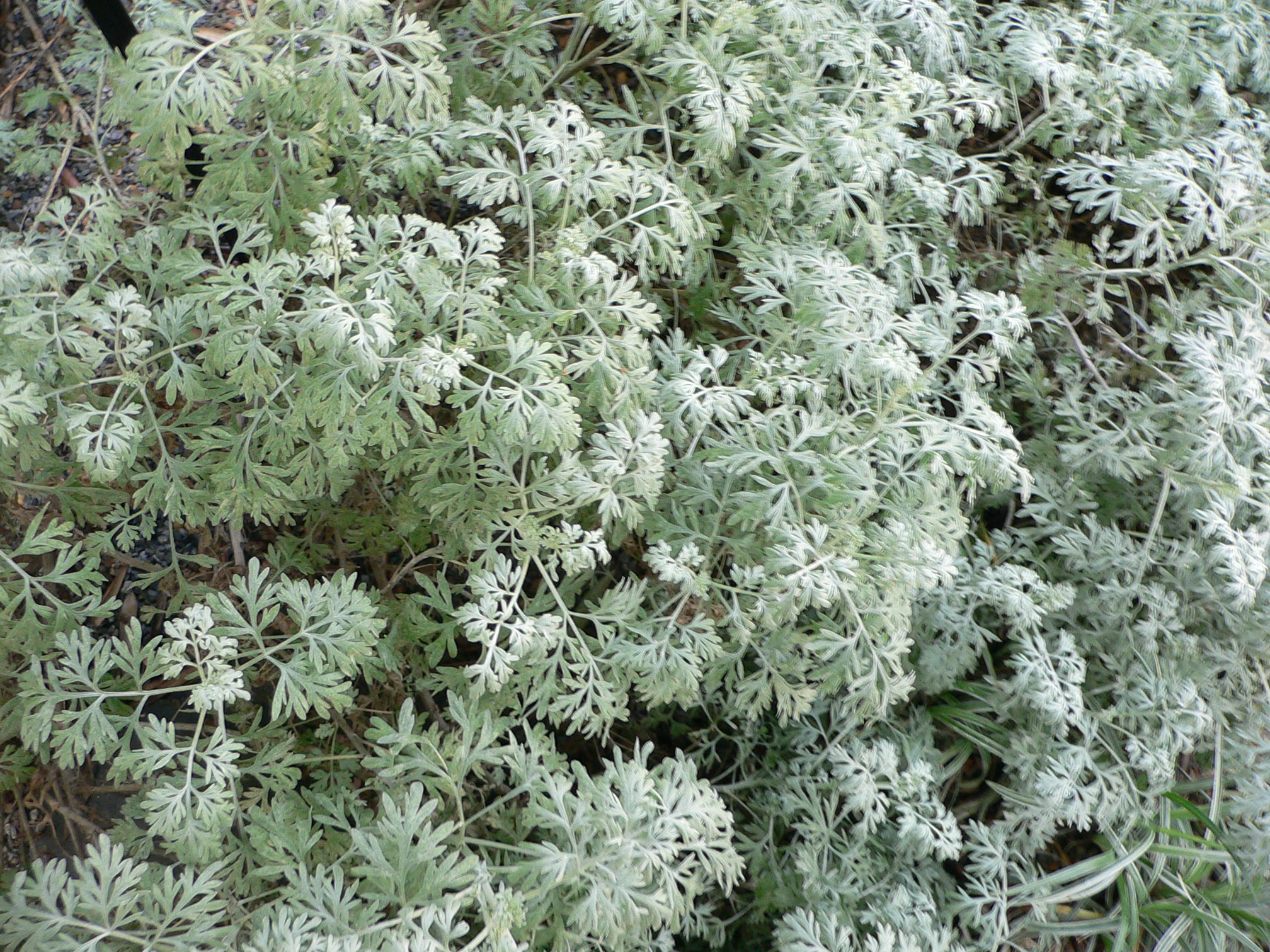
Bylica piołun

Bylica (Artemisia L.) – rodzaj roślin z rodziny astrowatych. Obejmuje od ok. 300 do 500 gatunków w zależności od ujęcia taksonomicznego (ujmowania taksonów w randze gatunków lub podgatunków). Według bazy Plants of the World online do rodzaju należy 475 gatunków. Rośliny te występują w większości na półkuli północnej – w Europie, Azji i Ameryce Północnej, ale mniej liczne lub introdukowane gatunki spotykane są niemal wszędzie poza Antarktydą. Niektóre gatunki dominują na stepach lub półpustyniach, tworząc tzw. pustynie bylicowe. W Polsce rodzimych jest 5 gatunków, jako antropofity zadomowione występuje 6, a przejściowo dziczejących są 4. Liczne gatunki są uprawiane.
Są to aromatyczne byliny i rośliny drewniejące o drobnych koszyczkach z kwiatami wiatropylnymi. Liczne gatunki wykorzystywane są jako rośliny lecznicze, przyprawowe i ozdobne.

## Rozmieszczenie geograficzne
Rośliny te występują głównie na obszarach suchych klimatu umiarkowanego na półkuli północnej – w Europie (55 gatunków), Azji (tylko w Chinach rośnie 170 gatunków) i Ameryki Północnej (50 gatunków). Mniej liczne gatunki rosną w strefie równikowej i na półkuli południowej – w zachodniej części Ameryki Południowej, na wyspach Oceanii, jeden gatunek występuje w południowej Afryce. Jako rośliny introdukowane obecne są w Ameryce Środkowej, we wschodniej części Ameryki Południowej, w Australii i Nowej Zelandii.
W polskiej florze występuje pięć gatunków rodzimych:
- bylica miotłowa Artemisia scoparia Waldst. & Kit.
- bylica polna Artemisia campestris L.
- bylica pontyjska Artemisia pontica L.
- bylica pospolita Artemisia vulgaris L.
- bylica skalna Artemisia eriantha Ten.

Do antropofitów zadomowionych w Polsce należą:
- bylica austriacka Artemisia austriaca Jacq.
- bylica boże drzewko Artemisia abrotanum L.
- bylica dwuletnia Artemisia biennis Willd.
- bylica draganek, b. estragon Artemisia dracunculus L.
- bylica piołun Artemisia absinthium L.
- bylica roczna Artemisia annua L.

Do gatunków przejściowo dziczejących (efemerofitów) w Polsce należą:
- bylica nadmorska Artemisia maritima L.
- bylica koreańska Artemisia siversiana Willd.
- bylica Tourneforta Artemisia tournefortiana Rchb.
- bylica Verlocków Artemisia verlotiorum Lamotte

## Morfologia
PokrójRośliny zielne (roczne, dwuletnie i byliny), półkrzewy i krzewy osiągające od kilku cm do 3,5 m wysokości. Mają pojedyncze lub często liczne łodygi, zazwyczaj wzniesione i gałęziste, nagie lub owłosione. Zazwyczaj są to rośliny o silnej woni.
LiścieCzasem tylko odziomkowe, ale zazwyczaj odziomkowe i łodygowe, skrętoległe, siedzące i ogonkowe, o blaszkach nitkowatych, równowąskich, lancetowatych, jajowatych, eliptycznych, łopatkowatych, w różnym stopniu podzielonych i wcinanych pierzasto lub dłoniasto, nagich lub owłosionych.
KwiatyZebrane w drobne, kulistawe lub jajowate koszyczki, skupionych w kwiatostany złożone – kłosy, grona i wiechy. Okrywy mają kształt dzwonkowaty, kulistawy, jajowaty lub stożkowaty i średnicę od 1,5 do 8 mm. Listki okrywy wyrastają w 2–7 szeregach. Zwykle są zielone lub białozielone, rzadziej słomiaste, często są błoniasto obrzeżone, mają kształt jajowaty do lancetowatego, zewnętrzne bywają krótsze od wewnętrznych. Osadnik jest zwykle wypukły, rzadziej spłaszczony, nagi lub owłosiony, zwykle bez plewinek (wyjątkiem jest A. palmeri). Wszystkie kwiaty w koszyczkach są rurkowate, zwykle obupłciowe, czasem brzeżne są tylko żeńskie. Te drugie mają bardzo wąską i bezbarwną koronę zakończoną 2–3 ząbkami. Kwiaty środkowe mają koronę 5 ząbkową, w górze rozszerzoną i barwną (najczęściej żółtą, rzadziej czerwoną). Jest ich zwykle od kilku do około 20, rzadko więcej. Pręciki z krótkimi lub długimi nitkami oraz równowąskimi, zaostrzonymi na szczycie pylnikami.
OwoceDrobne, zwykle jajowate lub wrzecionowate. Bez żeber lub z 2–5 żebrami, nagie lub owłosione, często gruczołkowato punktowane, bez puchu kielichowego.

## Systematyka
Pozycja systematyczna
Rodzaj z rodziny astrowatych Asteraceae. W obrębie rodziny należy do podrodziny Asteroideae, plemienia Anthemideae i podplemienia Artemisiinae
Wykaz gatunków